# José Cabrera Bazán
José Cabrera Bazán (La Algaba, província de Sevilla, 16 d'octubre de 1929 - Sevilla, 27 d'abril de 2007) fou un advocat, futbolista i polític andalús. Estudià batxillerat amb els jesuïtes de Sevilla i es doctorà en dret del treball a la Universitat de Sevilla. Va simultanejar els estudis jugant a futbol com a davanter al Sevilla FC a les temporades 1949-1950 i 1950-1951, i al Real Jaén Club de Fútbol la temporada 1953-1953, en la qual va marcar dos gols. Posteriorment jugaria al Real Betis Balompié la 1955-1956 Com a futbolista, ha estat el primer i l'únic que ha anat a la presó per una reclamació laboral.
El 1958 es retirà del futbol i començà a treballar com a advocat i com a professor de la càtedra de dret de la universitat de Sevilla, on el titular era el futur ministre Manuel Clavero Arévalo. El 1968 va ingressar al PSOE i el 1969 va guanyar per oposició la càtedra de dret del treball de la Universitat de Santiago de Compostel·la. Durant la transició democràtica participà en la fundació de l'Asociación de Futbolistas Españoles (AFE), sindicat de futbolistes del que en fou el primer secretari sota la presidència de Joaquín Sierra Vallejo Quino. Va ser un dels organitzador de la vaga de futbolistes que va retardar dues setmanes l'inici de la temporada 1981-1982.
El 4 de desembre de 1980 va substituir al senador per Sevilla Plácido Fernández Viagas, escollit a les eleccions generals espanyoles de 1979. Va revalidar l'escó al Senat per Sevilla a les eleccions generals espanyoles de 1982 i després fou elegit diputat a les eleccions al Parlament Europeu de 1987. No es va presentar a les eleccions de 1989 i durant els primers anys dels 1990 va ser assessor jurídic de Pannell Kerr Forster. El 1991 fou assessor d'una polèmica operació immobiliària per urbanitzar 199 hectàrees a Barbate en la qual va intervenir com a intermediari Juan Guerra, i que va donar origen al conegut com a cas Guerra.
El 1989 també fou nomenat president de la Cambra de Comptes d'Andalusia, càrrec que va ocupar fins a 1996. Durant el seu mandat fou el primer que va portar als tribunals a Jesús Gil y Gil per negar-se a lliurar la documentació requerida per a una auditoria de la Cambra de Comptes.

## Obres
- El contrato de trabajo deportivo (1961)